# BMW M8
BMW M8는 BMW에서 2019년부터 생산 중인 스포츠카이다.

## 개발 및 런칭
BMW는 IMSA WeatherTech 스포츠카 챔피언십 2017 시즌이 종료될 때 M6 GTLM을 대체한 M8 GTE 레이싱카 (BMW가 첫 번째로 양산형 모델을 먼저 도입)를 도입하여 8 시리즈 명판을 복구하였다. 2018년 제네바 모터쇼에서 BMW는 2017년 프랑크푸르트 모터쇼에서 M8 GTE와 동시에 소개된 컨셉 8 시리즈의 고성능 4도어 변형을 미리 보여주는 M8 그란 쿠페 컨셉트를 소개하였다.

## 사양
M8은 BMW CLAR 플랫폼을 기반으로 제작되었다. 스트럿과 위시 본 서스펜션이 전면에, 멀티 링크 서스펜션이 후면에 있다. 적응형 댐퍼는 표준 장비이고 4륜구동 시스템 (xDrive라고 함)은 M5에 최초로 도입된 기능인 차량을 순전히 후륜구동으로 만들기 위해 프론트 액슬을 분리할 수 있는 기능이 있다.
영국에서 판매되는 2019년형 M8 Competition 모델의 공차 중량은 쿠페의 경우 1,885 kg (4,156 lb)이고 컨버터블의 경우 2,010 kg (4,431 lb)이다.

## 성능
성능 수치에는 0–100 km/h (62 mph) 가속 시간 2.8초, 0–200 km/h (124 mph) 가속 시간 10.8초 (M8 대회의 경우 10.6초) 및 250 km/h (155 mph)의 제한된 최고 속도가 포함되어 있다. 최고 속도는 차량에 고속 등급 타이어를 추가하는 옵션인 M 드라이버 패키지를 사용하여 305 km/h (190 mph)까지 올릴 수 있다.

## 변형 차종

### BMW M8 GTE

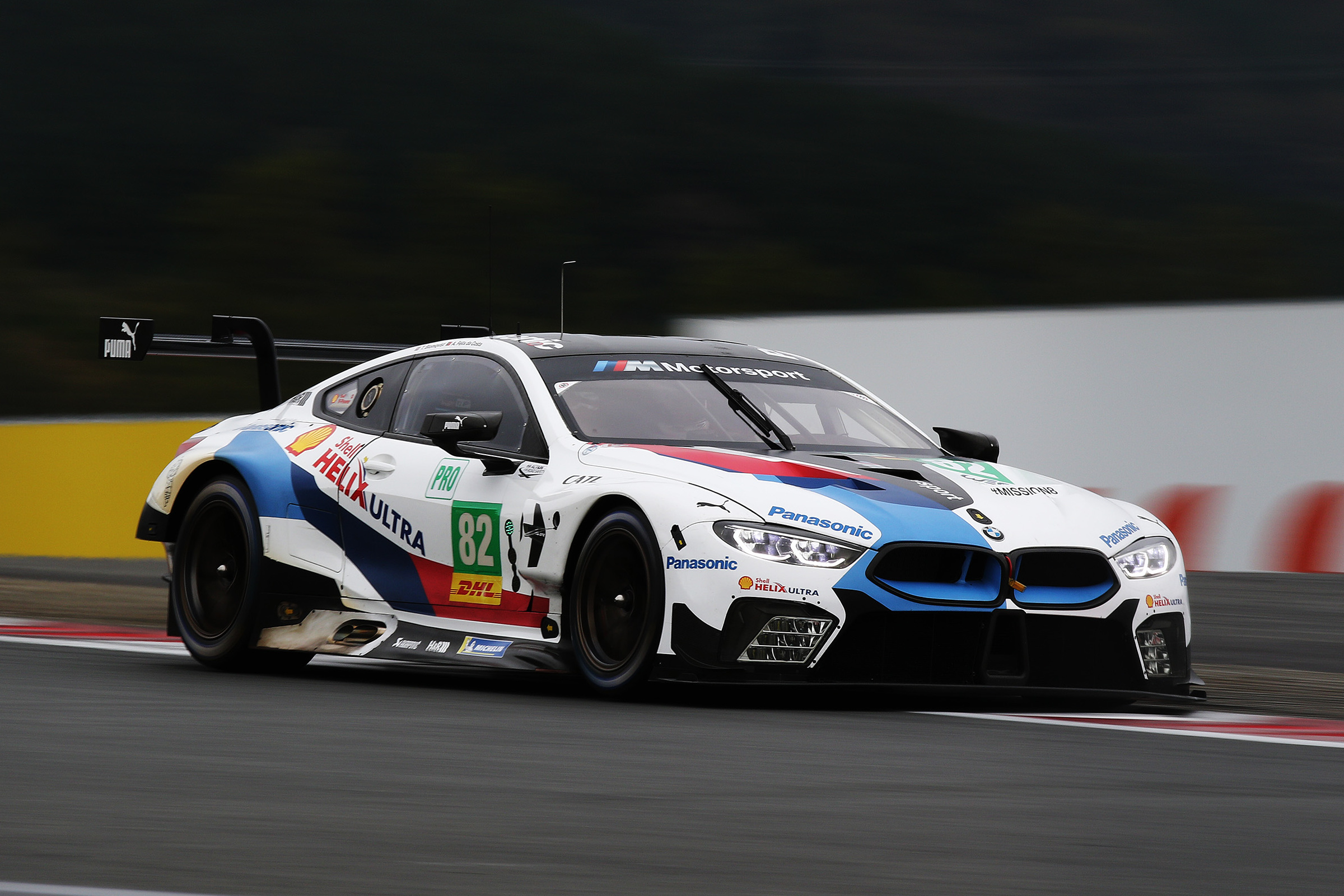

2017년 프랑크푸르트 모터쇼에서 소개된 레이스카이고, 2018년 WeatherTech 스포츠카 챔피언십과 2018년 시즌 FIA WEC에서 경쟁 데뷔를 하였다.

### M8 Safety 카
2019년 MotoGP 오스트리아 그랑프리에서 M8 대회는 M5 Safety Car를 대체하는 공식 안전 자동차로 데뷔하였다.

## 갤러리

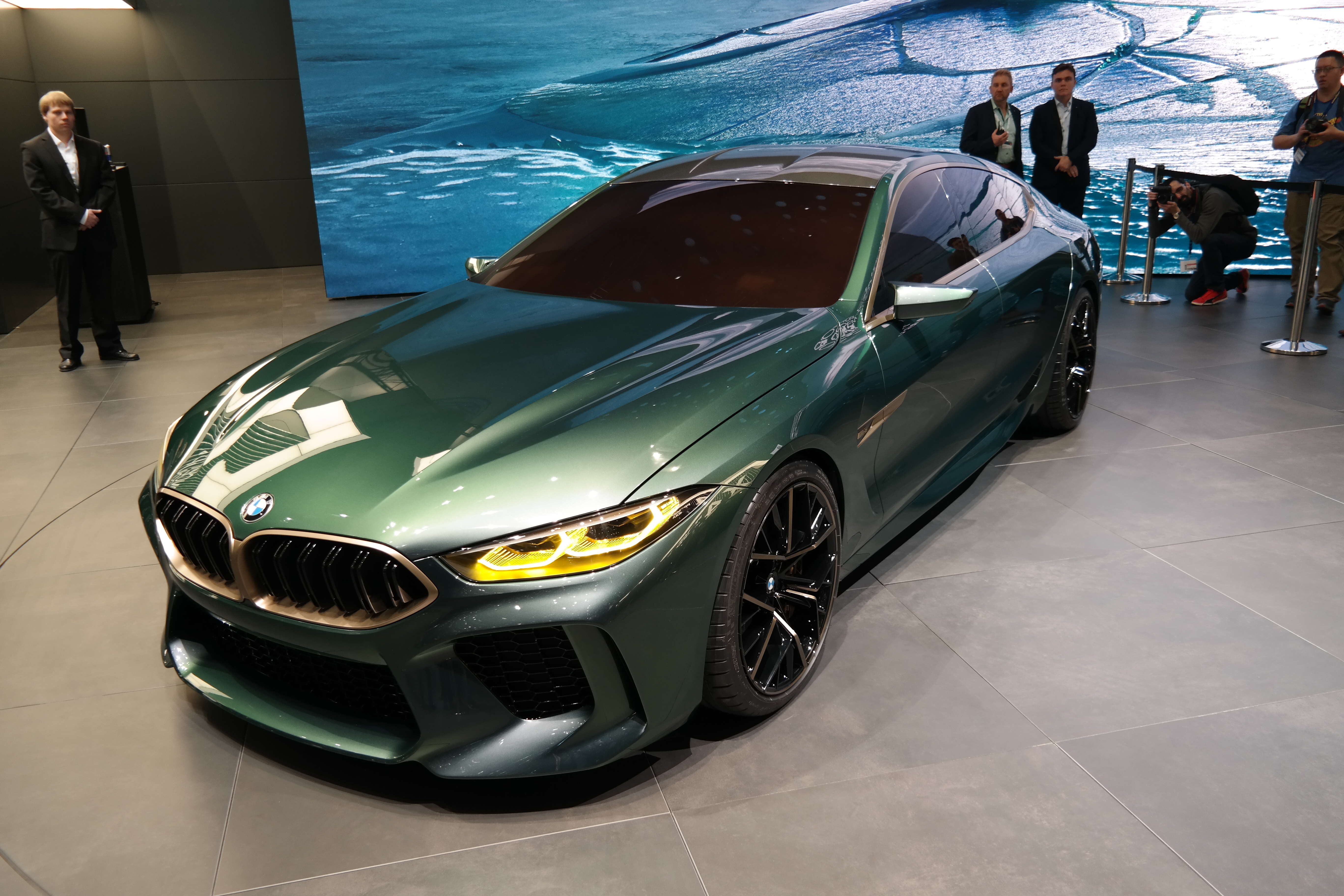